# Gangenpaard

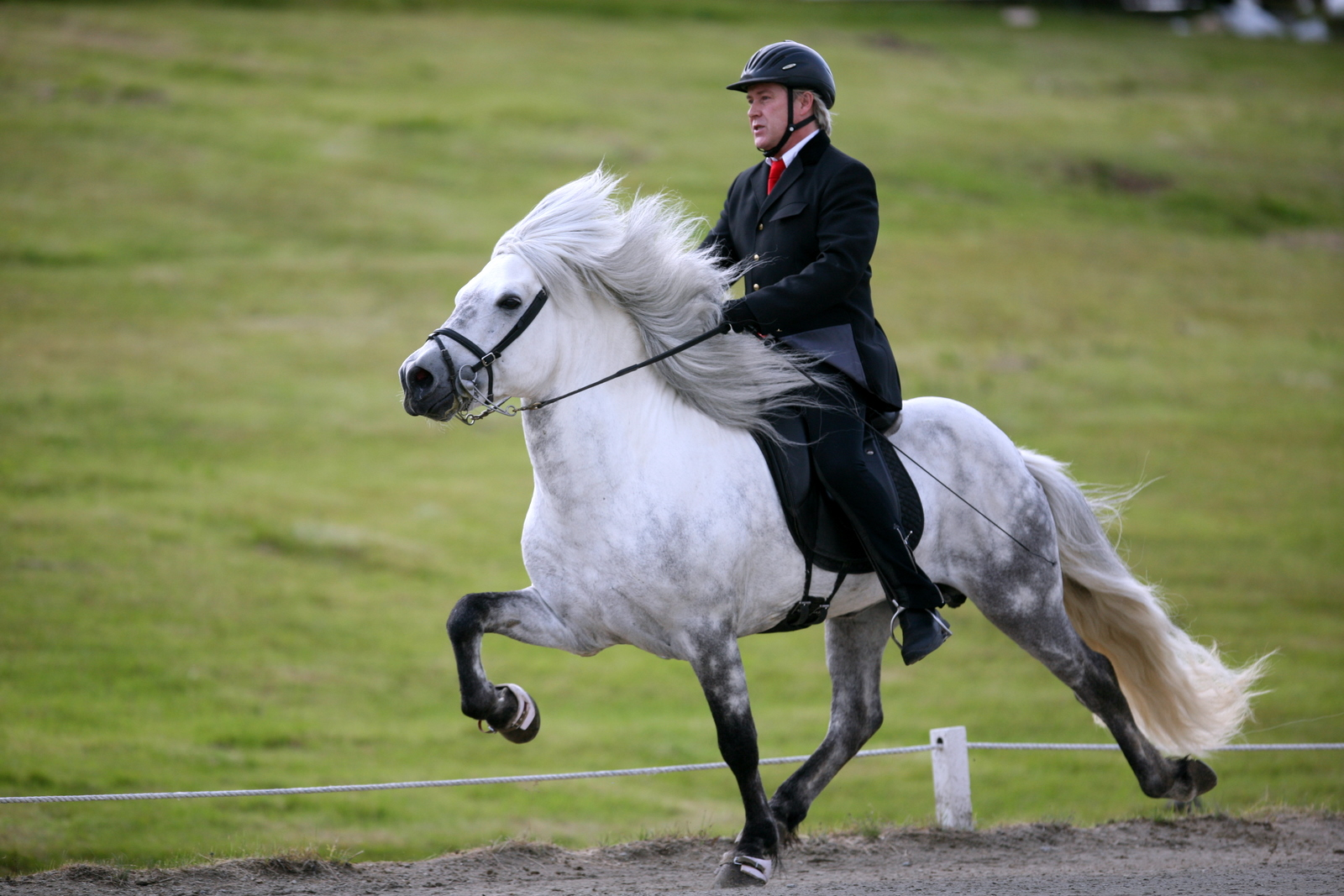
Een IJslands paard in tölt

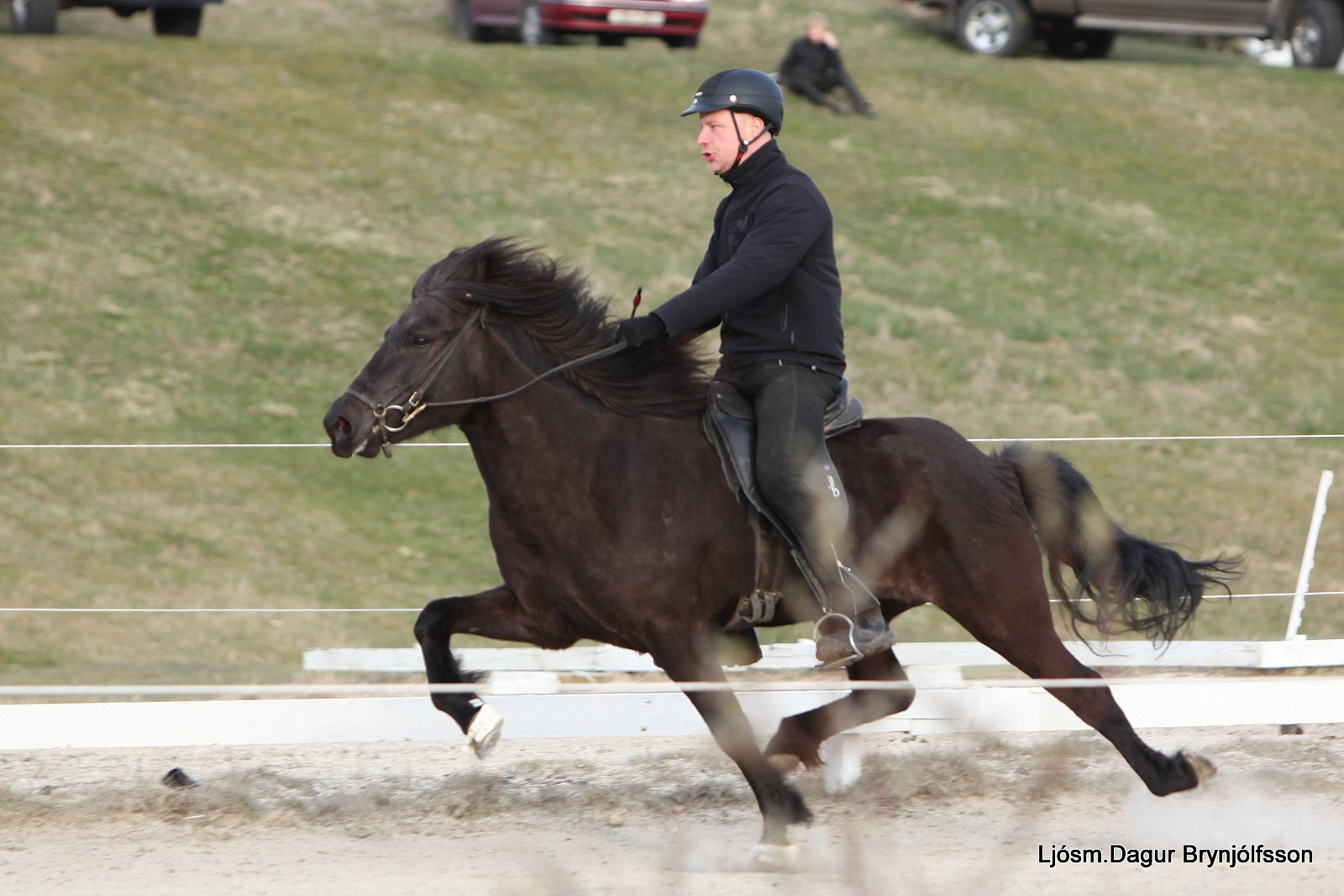
Een IJslands paard in telgang

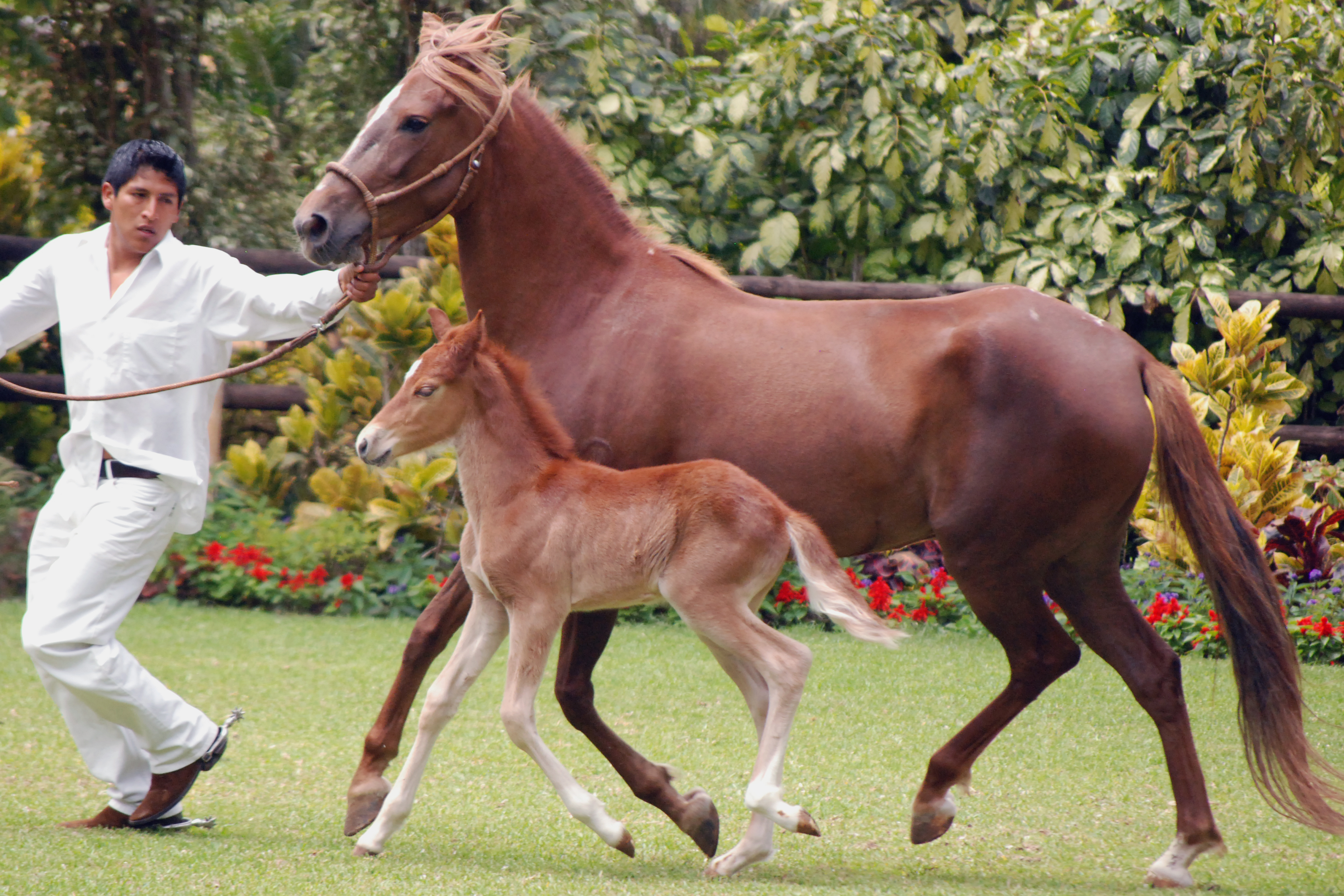
Een paso peruano met veulen

Een gangenpaard is een paard dat van nature beschikt over een of meerdere extra gangen naast de stap, draf en galop. Deze extra gang kan tweetakt zijn, zoals telgang, of viertakt, zoals tölt.
De naamgeving voor de gangen, evenals de uitvoering ervan, verschilt per ras. Zo heeft het ene ras een spectaculaire gang met hoge knieactie, en het andere ras juist een vlakke, efficiënte gang. Dit alles is afhankelijk van de herkomst en het gebruiksdoel waar het ras oorspronkelijk voor gefokt is. Sommige van deze rassen zijn bij uitstek showpaarden terwijl andere geprezen worden om hun snelle en comfortable gangen tijdens langeafstandsritten.

## Rassen
Rassen die van nature aanleg hebben voor extra gangen zijn onder meer:
| - Aegidiënberger - American saddlebred - American walking pony - Amerikaanse draver - Basutopony - Florida cracker horse - Galiceno - Garrano - Giara-paard - IJslander | - Kathiawari - Mangalarga marchador - Marwari - Missouri fox trotter - Morgan - Narragansett pacer - Paso peruano - Paso fino - Rocky Mountain Horse - Tennessee walking horse |

Daarnaast zijn er een aantal rassen waarbij de aanleg voor tölt of telgang niet in de rasstandaard is opgenomen, maar waarbij deze toch weleens kan voorkomen. Enkele voorbeelden zijn de Arabische volbloed en de lusitano.